# Wanda Kallenbach
Wanda Kallenbach (geborene Möhring, * 13. Juni 1902 in Krenzoly, einem Vorwerk von Ritschenwalde im Kreis Obornik; † 18. August 1944 im Strafgefängnis Berlin-Plötzensee) war eine Berliner Hausfrau. Wegen spontan-kritischer Äußerungen zum Kriegsalltag und zu den Verantwortlichen Hitler und Göring hingerichtet, steht sie in der Erinnerung Berlins beispielhaft für tausende „namenlose Opfer“ der nationalsozialistischen Terrorjustiz im Zweiten Weltkrieg.

## Leben
Wanda Kallenbach verließ als junges Mädchen ihr Heimatdorf, das 1919 an Polen gefallen war, und ging nach Berlin. Dort arbeitete sie als Hausgehilfin, später als Packerin und war zeitweise Mitglied einer Gewerkschaft. Sie heiratete den Kraftwagenführer Fritz Kallenbach, gebar 1933 eine Tochter und wohnte fortan in der Schreinerstraße 47 in Berlin-Friedrichshain.
Während des Krieges besuchte Kallenbach im August 1943 ihre Schwester in Jankendorf, Kreis Kolmar i. Posen, das im Reichsgau Wartheland wieder deutsch geworden war, um sich dort vom Schrecken der immer häufigeren Luftangriffe der Alliierten auf Berlin zu erholen. Gegenüber Bekannten beklagte sie sich über Hermann Göring, den Oberbefehlshaber der Luftwaffe, der bei Kriegsbeginn verkündet hatte, niemals werde Deutschland von einer feindlichen Bombe getroffen werden. Auf die Frage, was „kleine Leute“ nun machen könnten, antwortete sie, einer allein sei machtlos, wenn aber alle streiken und die Soldaten ihre Waffen wegwerfen würden, wäre der Krieg bald zu Ende.
Kallenbach war bereits monatelang wieder in Berlin, als die Gestapo sie am 20. Januar 1944 aufgrund einer Denunziation aus Jankendorf verhaftete. Am 20. April 1944 erhob die Staatsanwaltschaft gegen Kallenbach Anklage wegen „Wehrkraftzersetzung und Feindbegünstigung“. Am 21. Juni 1944 kam es zur Verhandlung vor dem Volksgerichtshof (VGH). Den Vorsitz hatte Roland Freisler, mit Herbert Linden als „ehrenamtlichen Beisitzer“ und Karl Bruchhaus als Ankläger. Dieser legte Kallenbach neben ihren oben genannten Äußerungen zur Last, sie sei vor 1933 Gewerkschaftsmitglied gewesen, sei „nach der Machtübernahme durch ihre judenfreundliche Einstellung aufgefallen“, gelte nach Einschätzung der örtlichen NSDAP als „politisch nicht einwandfrei“, habe zur aktuellen Lebensmittelknappheit in Berlin zu einer Volksdeutschen in Jankendorf gesagt, „schlechter wie wir es in Berlin haben, könnt ihr es in der Polenzeit auch nicht gehabt haben“, und einen Hitlergruß mit der Bemerkung erwidert, dafür würde man in Berlin „eins auf die Schnauze“ bekommen. Die Verteidigung machte geltend, dass ihre Nachbarn Kallenbach als stets hilfsbereit und freundlich, aber „etwas einfältig“ nannten. Letzteres bestätigte Freisler höhnisch mit den Worten, sie könne „nicht bis drei“ zählen. In einer Verhandlungspause im Luftschutzkeller des VGH, verursacht durch einen Luftangriff, bat Pfarrer Wilhelm Harnisch von der Samariterkirche, der Kallenbachs Tochter zu sich genommen hatte, den Staatsanwalt Bruchhaus vergebens, das Leben der Mutter zu schonen. Der VGH sprach sie schuldig und verurteilte sie zur Todesstrafe.
Der Ehemann, unterstützt vom Hausarzt Wanda Kallenbachs mit einem Hinweis auf deren „Nervenschwäche, seelische Störungen und Erregungszustände“, bat das Gericht vergeblich um die Umwandlung der Todes- in eine Freiheitsstrafe. Pfarrer Harnisch richtete ein Gnadengesuch an Hitler, doch dieser lehnte es ab. Auf die direkte Anordnung des Reichsjustizministers Otto Georg Thierack an den Oberreichsanwalt Ernst Lautz, mit „größter Beschleunigung das Weitere zu veranlassen“, starb Kallenbach am 18. August 1944 in der zentralen Hinrichtungsstätte im Strafgefängnis Berlin-Plötzensee unter dem Fallbeil. Nach der Hinrichtung wurde der Körper an den Anatom Hermann Stieve überstellt, der diesen für seine Forschungen zur Funktionsweise der Monatsblutung nutzen durfte. Die daraus gewonnenen anatomischen Präparate wurden erst am 13. Mai 2019 nach dem späten Auffinden in Stieves Nachlass auf dem Dorotheenstädtischen Friedhof in Berlin bestattet.
Anklagevertreter Bruchhaus setzte nach Kriegsende seine Karriere in der westdeutschen Justiz bis zu seiner vorzeitigen Pensionierung mit vollen Bezügen als Oberstaatsanwalt am Landgericht Wuppertal im Jahr 1961 fort. Erst 1998 hob das Gesetz zur Aufhebung nationalsozialistischer Unrechtsurteile in der Strafrechtspflege das Urteil des VGH gegen Kallenbach auf.

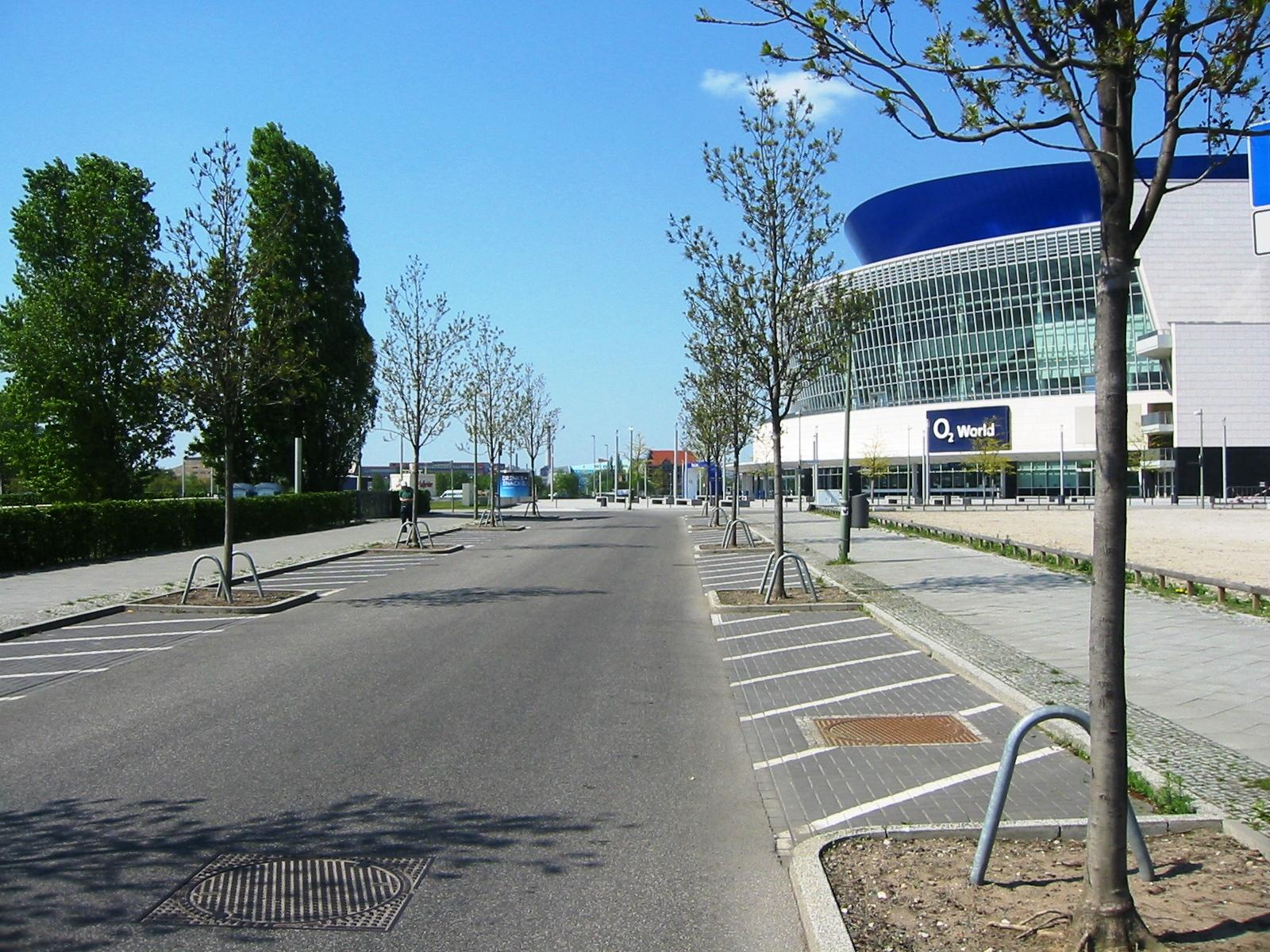
Wanda-Kallenbach-Straße an der früheren O2 World

## Ehrung
Im Jahr 2006 benannte der Berliner Bezirk Friedrichshain-Kreuzberg die Wanda-Kallenbach-Straße an der Uber-Arena im Ortsteil Friedrichshain nach ihr.